# Diego Manuel Orbaneja y Salas
Diego Manuel Orbaneja y Salas fue un militar español nacido en Jerez de la Frontera en 1750 y fallecido en 1824.
Alcanzó el grado de brigadier. Participa en el sitio de Gibraltar, en la defensa de Cádiz frente a los ingleses y luchó en la Guerra de la Independencia contra el ejército napoleónico.
- Datos: Q5806337